# Maihar
Maihar o Myher fou un estat tributari protegit de l'agència de Baghelkhand i després de l'agència de Bundelkhand, amb una superfície de 1.054 km² i una població el 1881 de 71.709, el 1891 de 77.546 i el 1901 de 63.702 habitants repartits en 210 pobles; els ingressos s'estimaven en 56.500 rupies. La capital era Maihar amb 6.487 habitant el 1881 i 6.802 habitants el 1901 al peu de la serra de Bandair. Inclou el fort construït al segle XVI per Raja Bir Singh Deo de Rewah i diverses restes de temples hindús. Hi ha dos llacs al nord-oest i sud-oest. Limitava al nord amb Nagod, a l'est amb Nagod i Rewa, a l'oest amb Ajaigarh i al sud amb el districte de Jubbulpore. El riu principal era el Tons i les muntanyes principals la serralada de Kaimur. El 1849 va introduir la rupia britànica. Disposava d'un petit exèrcit de 150 homes i 7 canons.

## Governants
La família eren del clan kacchawah dels rajputs (si bé aquests no ho reconeixien), portaven el títol de thakur i tenien dret a salutació de 9 canonades (des de 1877, hereditari 1878). Es van establir a la zona el segle XVII o XVIII procedents d'Alwar, sota la direcció de Bhim Singh, que va entrar al servei de Chhatarsal de Panna; un dels seus nets, Beni Singh, fou ministre de Raja Hindupat d'Orccha, van fundar l'estat el 1778 per cessió del seu senyor. Deu anys després fou ocupat per Ali Bahadur de Banda (vers 1788) però el 1790 Ali Bahadur va establir al tron a Durjan Singh, germà del sobirà derrocat. El 1806 i 1814 va rebre sanads possessoris dels britànics. El 1826 a la mort de Drujan, els seus dos fills Bishen Singh i Prag Das (que posseïa el jagir de Kunwara) es van disputar la successió per les armes, fins que els britànics van intervenir i van imposar la divisió del territori, rebent el primer a Maihar i el segon Bijai Raghogarh. Prag Das va morir el 1845 i el va succeir el seu fill Surju Prasad, que va conservar el principat fins al 1858, quan l'estat li fou confiscat per haver participat en la rebel·lio de 1857-1858. Raghubir Singh (de la secta yogi) va pujar al tron de Maihar el 1852 com a menor i va rebre els poders el 1865 i títol personal de raja el 1869 amb salutació personal de 9 canonades el 1877, hereditàries el 1878.
- Beni Singh 1778 - 1788
- Rajdhar Singh 1788 - 1790 (fill)
- Durjan Singh 1790 - 1826 (germà)
- Bishan Singh 1826 - 1850 (fill)
- Mohan Prasad 1850 - 1852 (fill)
- Raghubir Singh 1852 - 1908 (nascut 1843, primer raja el 1869) (fill)
- Jagubir Singh 1908 - 1910 (fill)
- Randhir Singh 1910 - 1911 (germà)
- Brijnath Singh 1911-1948 (Maharajà) (+ 1968)

Branca de Kunwara i Bijai Raghogarh
- Prag Das 1826-1845
- Surju Prasad 1845-1958